# Маюничи
Маюничи (укр. Маюничі) — село в Полицкой сельской общине Варашского района Ровненской области Украины.
До 2020 года входило во Владимирецкий район.
Население по переписи 2001 года составляло 127 человек. Почтовый индекс — 34373. Телефонный код — 3634. Код КОАТУУ — 5620880602.